# В дни Октября
«В дни Октября» — советский полнометражный, цветной, историко-революционный, художественный фильм, поставленный на киностудии «Ленфильм» в 1958 году режиссёром Сергеем Васильевым.
Фильм снят по книге Джона Рида «Десять дней, которые потрясли мир». Снятый в условиях «оттепели», он впервые вывел на киноэкран образы таких запрещённых фигур революции, как Григорий Зиновьев, Лев Каменев и Лев Троцкий. В 1968 году фильм был «подготовлен к повторному показу», в чёрно-белом варианте.

## Сюжет
Осенью 1917 года в Петроград нелегально возвращается Ленин и устраивается на конспиративной квартире Фофановой. А на Невском буржуазия вовсю ругает «немецких шпионов», в Мариинском дворце вездесущий американский журналист Джон Рид допрашивает руководителей Предпарламента и Временного правительства (Лианозов, Алексеев, Авксентьев, Гоц, Керенский) о судьбах России. Они наперебой уверяют его в крепости своих позиций, но тем временем на рабочих окраинах красногвардейцы и солдаты уже готовятся скидывать «временных».
Впервые в советском кино показана жёсткая дискуссия на историческом заседании ЦК РСДРП(б) о восстании, выступления Троцкого («Моя точка зрения не расходится с точкой зрения Ленина, надо брать власть»), Зиновьева, Каменева, Урицкого, молодого Сталина.
И наконец апогей — Октябрьское вооружённое восстание, штурм Зимнего и Съезд Советов, объявляющий Советскую власть…

## В ролях
- Владимир Честноков — В. И. Ленин
- В. Бренер — Н. К. Крупская
- Леонид Любашевский — Я. М. Свердлов
- Адольф Шестаков — Ф. Э. Дзержинский
- Давид Волосов — М. С. Урицкий
- Андро Кобаладзе — И. В. Сталин
- Марк Никельберг — Г. Е. Зиновьев
- Ефим Копелян — Л. Д. Троцкий
- Владимир Татосов — эсер А. Р. Гоц, зампредседателя ЦИК Совета (в титрах указан как В. Тотосов)
- Георгий Жжёнов — Эйно Рахья
- Борис Рыжухин — министр труда К. А. Гвоздев
- Константин Калинис — Н. И. Подвойский
- Георгий Сатини — В. А. Антонов-Овсеенко
- Нина Мамаева — М. В. Фофанова
- Александр Борисов — солдат Вершин
- Сергей Плотников — солдат Павлов
- Герман Хованов — К. С. Еремеев
- Игорь Владимиров — прапорщик Г. И. Благонравов
- Кирилл Лавров — Вася, молодой рабочий
- Ася Бобина — Лиза
- Анатолий Федоринов — Джон Рид
- Галина Водяницкая — американская журналистка Луиза Брайант
- Игорь Дмитриев — Александр Блок
- Николай Волков старший — Сутормин
- Сергей Курилов — А. Ф. Керенский
- Владимир Эренберг — Б. В. Савинков
- Бруно Фрейндлих — полковник Г. П. Полковников
- Константин Адашевский — генерал П. Н. Краснов
- Михаил Трояновский — генерал М. В. Алексеев
- Владислав Стржельчик — Клепиков, адъютант Полковникова
- Николай Граббе — полковник Роббинс, глава миссии американского Красного Креста (в титрах указан как Г. Граббе)

## В эпизодах
- А. Рахленко
- Анатолий Алексеев — солдат
- А. Эстрин
- Олег Хроменков
- Е. Гвоздев
- М. Мудров
- Д. Сиваков
- Е. Иванов
- Л. Рябинкин
- Валентина Куинджи — Екатерина Константиновна Брешко-Брешковская
- Николай Тимофеев — купец
- В. Шматков
- Анатолий Королькевич — куплетист Сергей Собольский
- В. Лебедев
- Т. Трахтенберг
- В титрах не указаны:
- Татьяна Гурецкая — Прасковья Федоровна, мать Васи
- Сергей Карнович-Валуа — директор кабаре
- Сергей Полежаев — помощник Керенского
- Алексей Савостьянов — Родзянко

## Съёмочная группа
- Сценарий — Сергея Васильева, Н. Оттена
- Постановка — Сергея Васильева
- Главный оператор — Аполлинарий Дудко
- Режиссёр — Максим Руф
- Художник — Александр Блэк
- Композитор — Борис Чайковский
- Звукооператор — Борис Хуторянский
- Операторы — Алексей Сысоев, Л. Александров
- Художники:
  - по костюмам — Яков Ривош
  - по декорациям — Ю. Фрейдлин
  - по гриму — Василий Горюнов
- Монтажёр — Валентина Миронова
- Редактор — Ефим Добин
- Консультант — И. Смирнов
- Комбинированные съёмки:
  - Операторы — Александр Завьялов, Георгий Сенотов
  - Художник — Борис Михайлов
- Оркестр Ленинградской государственной филармонии
  - Дирижёр — Николай Рабинович
- Директор картины — Иван Провоторов

К повторному выпуску фильм подготовлен на киностудии «Мосфильм» в 1968 году.
- Режиссёр — Дарья Шпиркан
- Звукооператор — Леонид Воскальчук
- Редактор — Игнатий Ростовцев